# Julio Scherer Ibarra
Julio Scherer Ibarra (Ciudad de México, 18 de diciembre de 1959) es un abogado, político, escritor y profesor mexicano. Fue consejero jurídico del Ejecutivo federal durante el gobierno del presidente Andrés Manuel López Obrador entre 2018 y 2021.

## Biografía
Scherer Ibarra es hijo del periodista y fundador del semanario Proceso, Julio Scherer García. Es licenciado en Derecho por la Facultad de Estudios Superiores Acatlán de la Universidad Nacional Autónoma de México, titulado en 1993.
En 2000 fundó una firma de abogados, en la que brindó asesorías jurídicas hasta 2018.
Asimismo también fue profesor adjunto en la Universidad Estatal de Míchigan.
Durante las elecciones federales de 2018 dejó sus labores como abogado para ser coordinador territorial de Morena en la tercera circunscripción electoral —que abarca los estados de Oaxaca, Veracruz, Yucatán, Chiapas, Campeche y Quintana Roo—. 
Hasta enero de 2019 formaba parte del consejo administrativo de Proceso, al que renunció debido al conflicto de intereses que representaba su labor actual en el gobierno federal.
El 2 de septiembre de 2021 Scherer Ibarra renunció como consejero jurídico tras una serie de problemas relacionados con una red de tráfico de influencias y negocios "bajo el amparo de la ley" desvelados y denunciados ante el presidente por la exsecretaria de gobernación Olga Sánchez Cordero y el fiscal general Alejandro Gertz Manero, para regresar a sus actividades privadas como abogado y fue reemplazado por María Estela Ríos González. López Obrador comunicó que él había ayudado para reformas constitucionales que formaron parte de la «Cuarta Transformación»:
Desafortunadamente, esta serie de conflictos que se han hecho del dominio público, han demostrado ser una potencial traicion a la confianza del presidente y la 4T, que aunque aún se encuentra bajo investigación, definitivamente desmoraliza el cambio que la gente que votó por esta 4T[cita requerida] al ver que las viejas malas prácticas corruptas del pasado, siguen vigentes en los niveles más altos del gobierno. 

[...]nos ha ayudado mucho. Él es parte de este proceso de transformación. […] Le agradecemos mucho.

## Obras publicados
Ha publicado los siguientes libros:
- La guerra sucia de 2006: Los medios y los jueces
- Impunidad: La Quiebra De La Ley
- El dolor de los inocentes

## Controversias

### Pandora Papers
En octubre de 2021 cuando se filtraron los Pandora Papers, documentos de diversos funcionarios alrededor del mundo que tenían dinero en sociedades offshore en el extranjero, su nombre apareció entre los nombres de tres mil mexicanos.
En el caso de Scherer Ibarra los Pandora Papers filtraron que en 2017 era propietario de una sociedad bajo el nombre de una empresa «3202 Turn Ltd» con sede en Islas Vírgenes Británicas, que tenía registrado un lujoso departamento en Miami, pero de la que Scherer dejó de ser su propietario en 2019.
Scherer Ibarra se abstuvo a declarar al respecto argumentando que databa de cuando todavía ejercía como abogado privado.

### Olga Sánchez Cordero
En febrero de 2022 Olga Sánchez Cordero, que se desempeñó como secretaria de Gobernación hasta agosto de 2021, afirmó que durante su administración como secretaria de Estado, Scherer Ibarra se adjudicó las relaciones entre el presidente de la República con los demás Poderes de la Unión y los órganos constitucionales autónomos, atribuciones que le corresponden a la Secretaría de Gobernación, y no a la Consejería Jurídica; Sánchez Cordero calificó el suceso como la «principal diferencia» que tuvieron.